# Infrarood

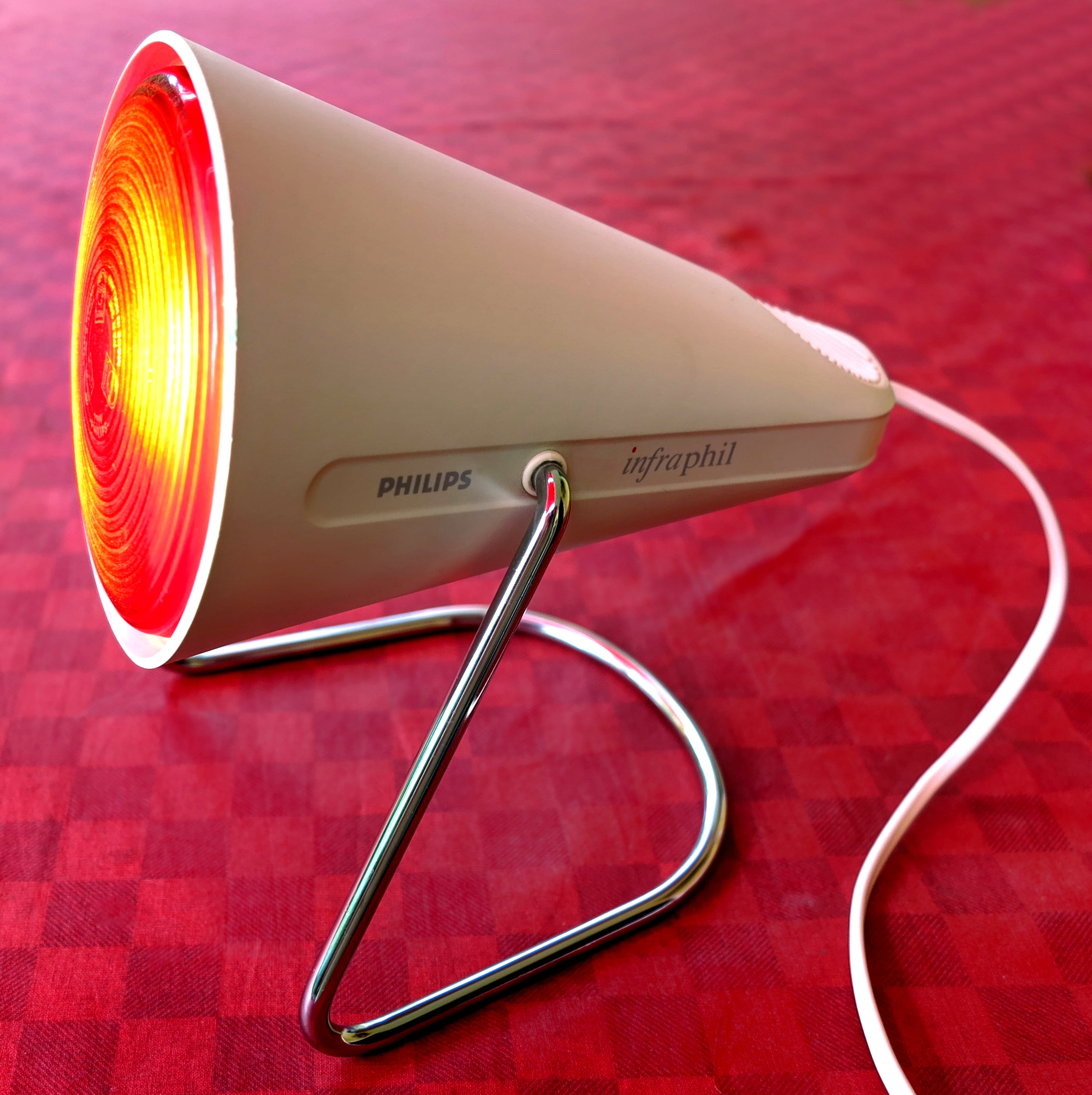
Infraroodlamp

Infrarood of infrarode straling, is voor het menselijk oog niet-waarneembare elektromagnetische straling, met golflengten tussen circa 780 nanometer (nm) en 1 millimeter (106 nm), dus tussen het (zichtbare) rode licht en de microgolven.
Veelal wordt het golflengtegebied van 780 nm tot 10 micrometer aangeduid met nabij-infrarood, van 10 tot 30 µm met middel-infrarood, van 30 µm tot 300 µm met ver-infrarood en van 300 µm tot 1 mm met sub-millimetergebied. Infrarood betekent 'onder het rood', omdat de frequentie van infraroodstraling iets lager ligt dan die van zichtbaar rood licht.

## Geschiedenis
Infrarode straling is voor het eerst beschreven in 1737 door Émilie du Châtelet. William Herschel ontdekte in 1800 infrarode straling. Hij deed dat door met een thermometer de temperatuur te meten van het spectrum van licht dat door een prisma viel. Hij stelde vast dat de temperatuur in het rode deel van het spectrum hoger was dan in het blauwe deel. In het deel van het spectrum dat voorbij het rood lag mat hij een nog hogere temperatuur. Op grond hiervan concludeerde hij dat er in dit deel van het spectrum licht bestaat dat niet voor het menselijk oog waarneembaar is.
Hij noemde de straling calorisch licht. De term infrarood werd voor het eerst gebruikt door Edmond Becquerel in 1867.

## ISO 20473
De ISO-standaard 20473:2007 definieert het golflengtebereik van bepaalde soorten lichtstraling. In het infrarode deel van het spectrum onderscheidt hij de volgende drie spectraalbanden:
| Omschrijving     | Afkorting | Golflengte |
| ---------------- | --------- | ---------- |
| nabij-infrarood  | NIR       | 0,78-3 µm  |
| middel-infrarood | MIR       | 3-50 µm    |
| ver-infrarood    | FIR       | 50-1000 µm |

## Detectie
Infraroodstraling is onzichtbaar voor het menselijk oog, maar door de huid waarneembaar wegens haar warmtewerking; ze beïnvloedt ook speciale fotografische emulsies en kan zichtbaar worden gemaakt met een warmtebeeldkijker: thermografie. Dit is een speciale camera met een detector, gebaseerd op halfgeleidermateriaal, zoals germanium. Digitale camera's zijn eveneens gevoelig voor infrarood, zoals dat wordt uitgestraald door een afstandsbediening. Bij de scherpstelling moet rekening gehouden worden met dispersie: de brandpuntsafstand van een lens is afhankelijk van de golflengte van het licht, en infraroodlicht heeft een extreme golflengte.
Detectoren die infraroodstraling waarnemen door hun warmtewerking worden bolometers of passieve infrarood-(PIR)-detectoren genoemd.

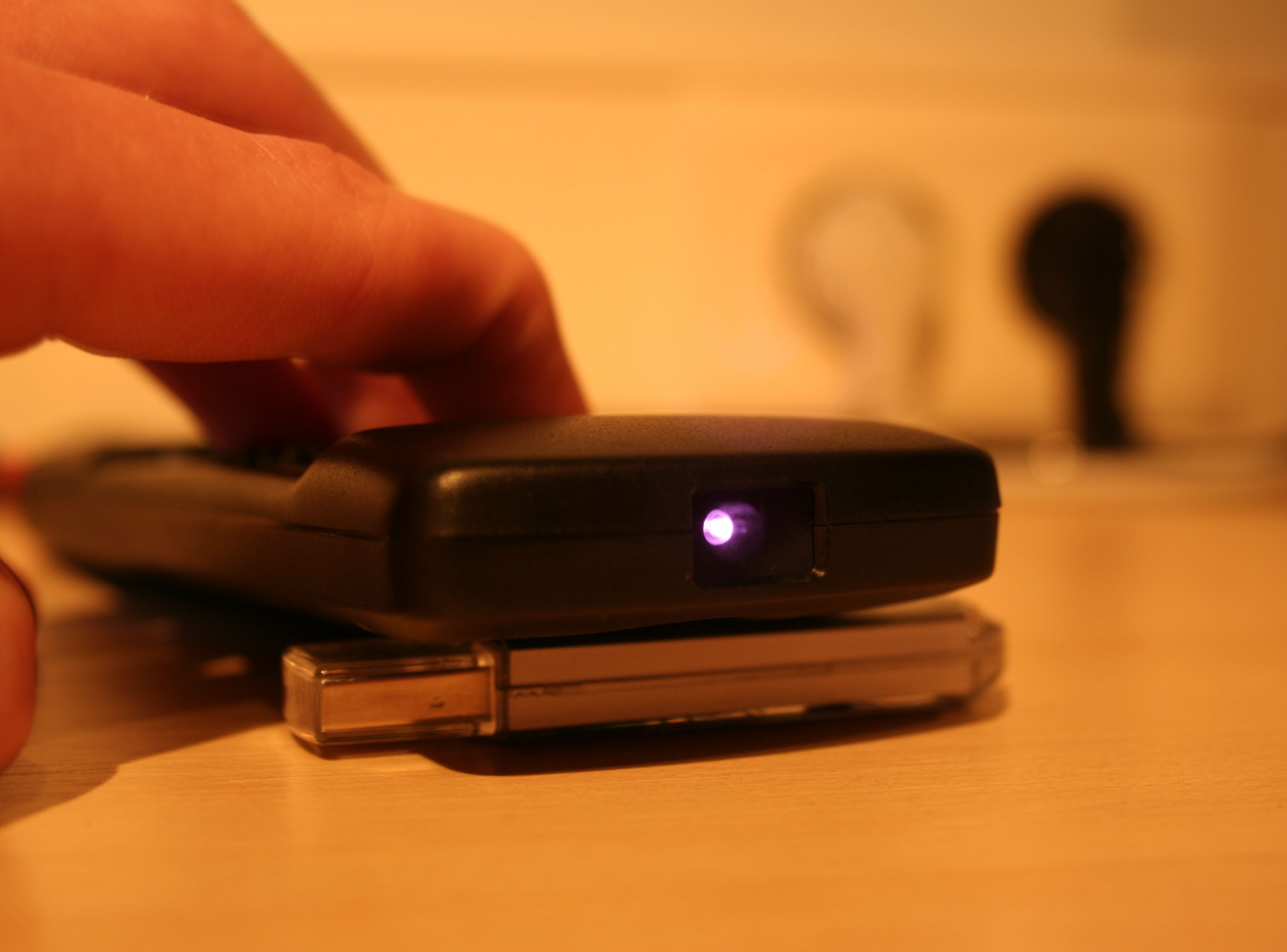
Infraroodled van een afstandsbediening

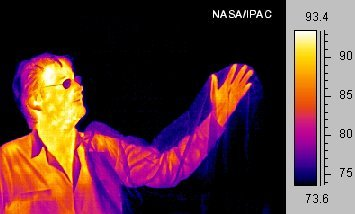
Infraroodbeeld van een mens in valse kleuren. Vooral het hoofd is warm (temperatuurschaal in °F)

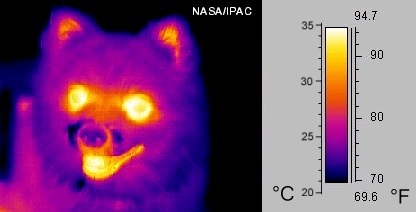
Infraroodbeeld van een hondje met temperatuurschalen. Lippen, tong en ogen zijn het warmst. Let op de koude neus

Alle lichamen geven infraroodstraling af. De golflengte daarvan is afhankelijk van de temperatuur volgens de Wet van Wien. Vaste lichamen zenden een continu spectrum uit, gassen een lijnenspectrum. Voorwerpen op kamertemperatuur hebben een stralingsmaximum bij ca. 10 µm; hete voorwerpen geven een sterke infraroodstraling af; een gewone gloeilamp geeft bijvoorbeeld 20 % meer dan zichtbaar licht.
Waterdamp in de aardatmosfeer absorbeert infrarood licht met een golflengte boven 14 µm zo sterk, dat de straling over een afstand van 1 km bijna is uitgedoofd. Ook infrarood met kleinere golflengten wordt in bepaalde banden van het spectrum geabsorbeerd; daartussen liggen zogenaamde infraroodvensters, waarvan de voornaamste tussen 3 – 4 µm, 4,5 – 5 µm en 7 – 14 µm liggen.
De temperatuur van de detector kan van invloed zijn op zijn gevoeligheid. De halfgeleiderdetectoren van de laatste generatie zijn echter vrijwel volledig thermisch geïsoleerd van de behuizing waarin ze zijn gemonteerd en worden daarom niet actief gekoeld. Met dit type detectoren kunnen objecten met temperaturen tot −40 °C worden gemeten.
Degelijke detectoren nemen vrijwel onmiddellijk de temperatuur aan van het object dat wordt waargenomen op een gevoelig oppervlak. Op deze manier zijn bewegende infraroodbeelden mogelijk.
Zeer gevoelige detectoren, die in de astronomie worden gebruikt, moeten door middel van vloeibaar helium worden gekoeld. Ook de telescoop en de spiegel moeten zo koel en schoon mogelijk zijn, om storende invloeden te voorkomen. In het infrarood is het goed mogelijk om gas- en stofwolken rondom
pas gevormde sterren waar te nemen.

## Infraroodzintuig

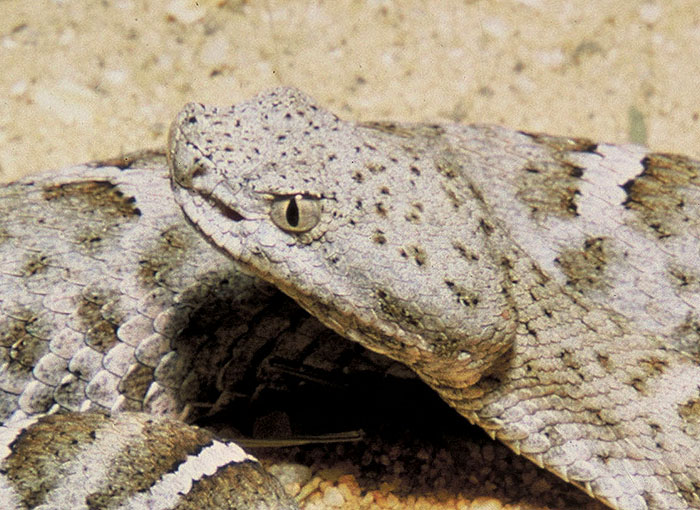
Ratelslang met warmtezintuig

Ook dieren kunnen infrarood waarnemen. Groefkopadders met als bekende vertegenwoordigers de ratelslangen hebben speciale groefjes tussen neusgat en oog waarmee ze warme prooien kunnen detecteren. De groeven bevatten een grote dichtheid aan warmtereceptoren die gevoelig zijn voor temperatuur. Door de komvormige constructie krijgt de slang een beeld van de omgeving en kan zij haar prooi lokaliseren. Net zoals de ogen stellen de gepaarde groeven de slang in staat ook diepte waar te nemen, zodat ze warme prooien met redelijke precisie in het donker kan bijten. Voor een groefkopadder zijn knaagdieren en vogels, die slechts een fractie warmer zijn dan de achtergrond, heel duidelijk waar te nemen. Slangen kunnen temperatuursverschillen tot 0,003 K waarnemen.
Ook boa's hebben onafhankelijk van groefkopadders warmtegevoelige organen ontwikkeld.

## Bolometrische magnitude
De helderheid van sterren wordt uitgedrukt als magnitude. Om de invloed van de afstand uit te schakelen, berekent men de denkbeeldige helderheid van de ster als ze op een standaardafstand van 10 parsec zou staan: de absolute magnitude. Maar zelfs daarin zit subjectieve informatie verwerkt over de gevoeligheid van het menselijk oog voor diverse soorten straling; met name koele sterren, die een groot deel van hun straling in het infrarood uitzenden, en ook bijzonder hete sterren, die veel ultraviolet licht uitzenden, worden door de visuele magnitude onderschat.
De bolometrische lichtkracht is de helderheid die de ster zou hebben als geen onderscheid wordt gemaakt tussen de energie die wordt uitgestraald in verschillende golflengten. Het nulpunt is arbitrair vastgelegd door de Internationale Astronomische Unie zodat de zon een bolometrische magnitude van +4,74 heeft. De bolometrische correctie is het getal (meestal negatief) dat bij de absolute visuele magnitude van een ster moet worden geteld om haar bolometrische magnitude te bekomen. Rode M0-sterren hebben een bolometrische correctie −1,21; dit komt overeen met een helderheidsverhouding 3:1 en betekent dat ze ruwweg twee keer meer infrarode straling uitzenden dan zichtbaar licht.

## Infraroodastronomie
Er bestaat ook een heel vakgebied van wetenschappers die zich toeleggen op het waarnemen en interpreteren van infrarode straling uit het heelal. In het nabije infrarood zijn daarbij zelfs ongeveer dezelfde instrumenten bruikbaar als bij waarnemingen in zichtbaar licht.
Infrarode straling dringt makkelijker dan zichtbaar licht door kosmische stofwolken (absorptienevels) heen, en daarom zijn bepaalde objecten beter of uitsluitend waarneembaar in het infrarood. In de spectroscopie van verafgelegen sterrenstelsels blijken, door de grote verwijderingssnelheid, een aantal belangrijke absorptielijnen te verschuiven van het ultraviolet naar het infrarood (roodverschuiving ten gevolge van het dopplereffect).
Niet alle delen van het infrarood zijn even goed waarneembaar vanaf het aardoppervlak, omdat waterdamp voor veel golflengtes ondoordringbaar is. Voor de "ontbrekende" delen van het spectrum gebruiken astronomen satellieten zoals de Wide-field Infrared Survey Explorer.

## Infraroodspectroscopie
Infraroodspectroscopie is spectroscopie in infrarood licht, een techniek die scheikundigen gebruiken om moleculen te identificeren.
Door de lagere energie van infrarood-fotonen (in vergelijking met zichtbaar licht) kan infraroodspectroscopie informatie geven over de trillingen van chemische bindingen, en dus over de structuur van moleculen. De hogere energie van zichtbaar licht levert daarentegen meer informatie op over de energieniveaus van de elektronen, wat identificatie van individuele atoomsoorten toelaat.
Een infraroodspectrograaf wordt meestal gekoppeld aan een interferometer en een computerprogramma dat fouriertransformatie toepast; de combinatie heet FTIR-spectrograaf (Fourier Transform InfraRed) en levert relatief snel spectra met hoge resolutie.

## Infraroodlaser
Infraroodlasers zijn lasers die een infrarode lichtbundel produceren. Ze hebben twee voordelen ten opzichte van klassieke lasers in visueel licht, die hun voor bepaalde toepassingen bijzonder geschikt maken.
Enerzijds is de onzichtbaarheid van de bundel zonder speciale infraroodkijker een voordeel in de context van beveiliging van gebouwen of in militaire operaties. Een naïeve tegenstander is er zich niet meteen van bewust dat hij wordt waargenomen.
Anderzijds is een koolstofdioxidelaser een relatief goedkope oplossing voor lasers die continu een hoog vermogen moeten leveren, bijvoorbeeld in snijmachines of in de geneeskunde. Ook de diodelaser in een CD-speler gebruikte (nabij-)infraroodlicht. Bij latere ontwikkelingen zoals de Dvd en de Blu-ray worden daarentegen optische lasers gebruikt om een hogere ruimtelijke resolutie te bereiken.

## Toepassingen
Infrarode straling wordt gebruikt in bijvoorbeeld infraroodcabines. NASA heeft berekend dat de golflengte van de straling zo dicht mogelijk bij de 10 µm moet liggen, wil het goed worden opgenomen door het lichaam.